# Маска Аполлона
Маска Аполлона — роман британської письменниці Мері Рено, написаний 1966 року. Дія твору розгортається у Стародавній Греції, переважно Афінах та Сиракузах, невдовзі після завершення Пелопоннеської війни.

## Сюжет
Афінський актор Нікерат, оповідач історії власного життя, подорожує містами Греції та колоніями Сицилії із драматичними виставами. Перша його значна роль — бог Аполлон, покровитель муз та провісник майбутнього. Маска бога Аполлона стає талісманом Нікерата, і хоча він жодного разу більше не зіграв самого Аполлона, маска завжди його супроводжує і стає порадником та захисником, коли Нікерат опиняється у вирі громадянської війни в Сиракузах. З юних років Нікерат намагався триматися осторонь політики, вважаючи політичну сцену — не найкращим місцем для актора, але віддана дружба з впливовими особами змушує його занурюватися в світ інтриг і воєн за престол.

## Персонажі

### Головні
- Нікерат (друзі називають його Ніко) — вигаданий актор-трагік, протагоніст з Афін. Його трупу складали:
  - подорож Пелопоннесом: Лампрій (1)[1], Демохар (2), Мейдіас (3)[2]
  - Коринф-Дельфи: Анаксіс (2), Крантор(3), Антеміон (4)
  - Сиракузи-Сицилія: Менекрат (2), Філанф (3)
- Архіт — 400—365, давньогрецький філософ, піфагорієць.
- Артемідор — актор, батько Нікерата.
- Діон — 408—353, сиракузький філософ, політик, вбитий змовниками.
- Діонісій I Сиракузький — 430—367, тиран Сиракуз (405 до н. е.), завоював першу премію на Лінеях з трагедією «Викуп Гектора».
- Діонісій II Сиракузький — тиран Сиракуз (367-56 і 347-4); втік у Локриду, пізніше утримував гімназію для хлопчиків у Коринфі.
- Гераклід — організатор бунту в Сиракузах спочатку проти Діонісія II, а потім проти Діона.
- Гіппарін — син Діона, улюбленець Діонісія II.
- Каліппос — друга Діона, пізніше організував заколот, в результаті якого Діона вбито; тиран Сиракуз.
- Тетталос — актор, учень Нікерата, його девтерагоніст, а пізніше незалежний протагоніст. Коханець Нікерата.
- Філіст — сиракузький історик, за Діонісія II його радник та командувач флоту.
- Платон — давньогрецький філософ, товариш Діона. Серед його учнів в Академії були:
  - Спевсіпп — племінник Платона та його наступник; товариш Нікерата.
  - Аксіотея та Ластенія — учениці Академії, товаришували із Нікератом.
  - Ксенократ — спадкоємець Спевсіппа.
  - Аристотель — давньогрецький філософ; у романі — помічник Спевсіппа, який вступив в Академію в 17 років і залишався до смерті Платона, після чого виїхав у Пеллу, де наставляв Александра Македонського.
- Рупілій — римлянин, найманий військовик у Сиракузах, супутник Нікерата в Леонтінах.

### Другорядні
- Александр — Александр Македонський у віці 14 років.

### Періодично згадуються
- Есхіл — давньогрецький драматург.
- Евріпід — давньогрецький драматург.
- Філіпп II Македонський — цар Македонії.
- Аристофан — давньогрецький драматург.
- Фідій — давньогрецький скульптор.
- Софокл — давньогрецький драматург.